# Calming Rain (sång)
Calming Rain är en låt av den svenska popgruppen One More Time. Den släpptes som singel, uppföljare till deras megahit Highland, och inkluderades även på albumet Highland.

## Låtlista
Vinyl 7" CNR
1. "Calming Rain" - 3.57
2. "No Romance" - 4.33

CD5 CNR
1. "Calming Rain" - 3.57
2. "No Romance" - 4.33